# Passiflora cochinchinensis
Passiflora cochinchinensis är en passionsblomsväxtart som beskrevs av Spreng.. Passiflora cochinchinensis ingår i släktet passionsblommor, och familjen passionsblomsväxter. Inga underarter finns listade i Catalogue of Life.